# Moulon (Loiret)
Moulon település Franciaországban, Loiret megyében. Lakosainak száma 183 fő (2022. január 1.). Moulon Mignerette, Chapelon, Ladon, Mignères, Saint-Maurice-sur-Fessard, Villemoutiers és Villevoques községekkel határos.

## Népesség
A település népességének változása:
| Lakosok száma | 168  | 162  | 172  | 179  | 203  | 201  | 195  | 196  | 192  | 183  |
|               | 1968 | 1982 | 1990 | 2006 | 2013 | 2015 | 2017 | 2019 | 2020 | 2022 |